# Daniela Bascopé
Daniela Bascopé  (Texas, Amerikai Egyesült Államok, 1982. április 11. –) amerikai születésű venezuelai színésznő, énekesnő.

## Élete és pályafutása
1982. április 11-én született Texasban. 
Karrierjét 1998-ban kezdte a Samantha című telenovellában, ahol Anabela szerepét játszotta. 2008-ban szerepet kapott a La vida enterában. 2011-ben főszerepet játszott az El árbol de Gabriel című sorozatban Jorge Reyes, Nohely Arteaga és Roxana Díaz mellett. 2013-ban Corina Montoya szerepét játszotta a Las bandidasban Ana Lucía Domínguez és Marjorie Magri partnereként.

## Filmográfia

### Telenovellák
- 2020-2021 - 100 días para enamorarnos .... Isabel Morales
- 2018 - Al otro lado del muro .... Jennifer Suárez
- 2016-2017 - A végzet asszonya (teleregény) ....Valeria Puertas (magyarhang: Kelemen Kata)
- 2013 - Las bandidas .... Corina Montoya
- 2011 - El árbol de Gabriel.... Magdalena Miranda
- 2011 - La mujer perfecta .... Arelis
- 2010 - Harina de otro costal ... Valentina Fernández
- 2008 - La vida entera .... Natalia Montoya
- 2006 - Ciudad Bendita ....Fedora Palacios
- 2005 - El amor las vuelve locas .... Rosaura Escobar
- 2003 - Engañada .... Gabriela Inés Reyes Valderrama
- 2001 - La Soberana .... Chery Benavides
- 1999 - Toda mujer .... Elizabeth Tariffi Martínez
- 1998 - Samantha (televíziós sorozat) ....Anabela (magyarhang: Zsigmond Tamara)

### Filmek
- 2013 - Dos de Trébol
- 2011 - Patas arriba
- 2010 - Jesús Tv
- 2009 - Todo lo que sube
- 2009 - De repente, la película
- 2005 - Al borde de la línea
- 2004 - Punto y raya
- 1999 -Los pájaros se van con la muerte

## Diszkográfia
- 2011: Ven
- 2013: Tango Remedio